# Behningiidae
Behningiidae es una familia de insectos en el orden Ephemeroptera.

## Descripción
Es una familia primitiva; las ninfas se entierran en el sedimento pero carecen de colmillos en sus mandíbulas, y las patas delanteras no se encuentran modificadas para excavar. Las branquias son ventrales, y las del primer segmento abdominal son individuales y son más largas que las branquias de los otros segmentos. Las patas delanteras tienen forma de palpo y los otros dos pares de patas están modificadas para proteger las branquias. La familia posee una distribución holártica. El género Dolania está presente en América del Norte y los otros dos géneros están presentes en el norte de Europa y Asia.

## Géneros
La familia incluye los siguientes géneros:
- Behningia Lestage, 1930
- Dolania Edmunds & Traver, 1959
- Protobehningia Tshernova & Bajkova, 1960
- †Archaeobehningia Tshernova, 1977